# Hypognatha viamao
Hypognatha viamao là một loài nhện trong họ Araneidae.
Loài này thuộc chi Hypognatha. Hypognatha viamao được Herbert Walter Levi miêu tả năm 1996.